# Petronella Dunois

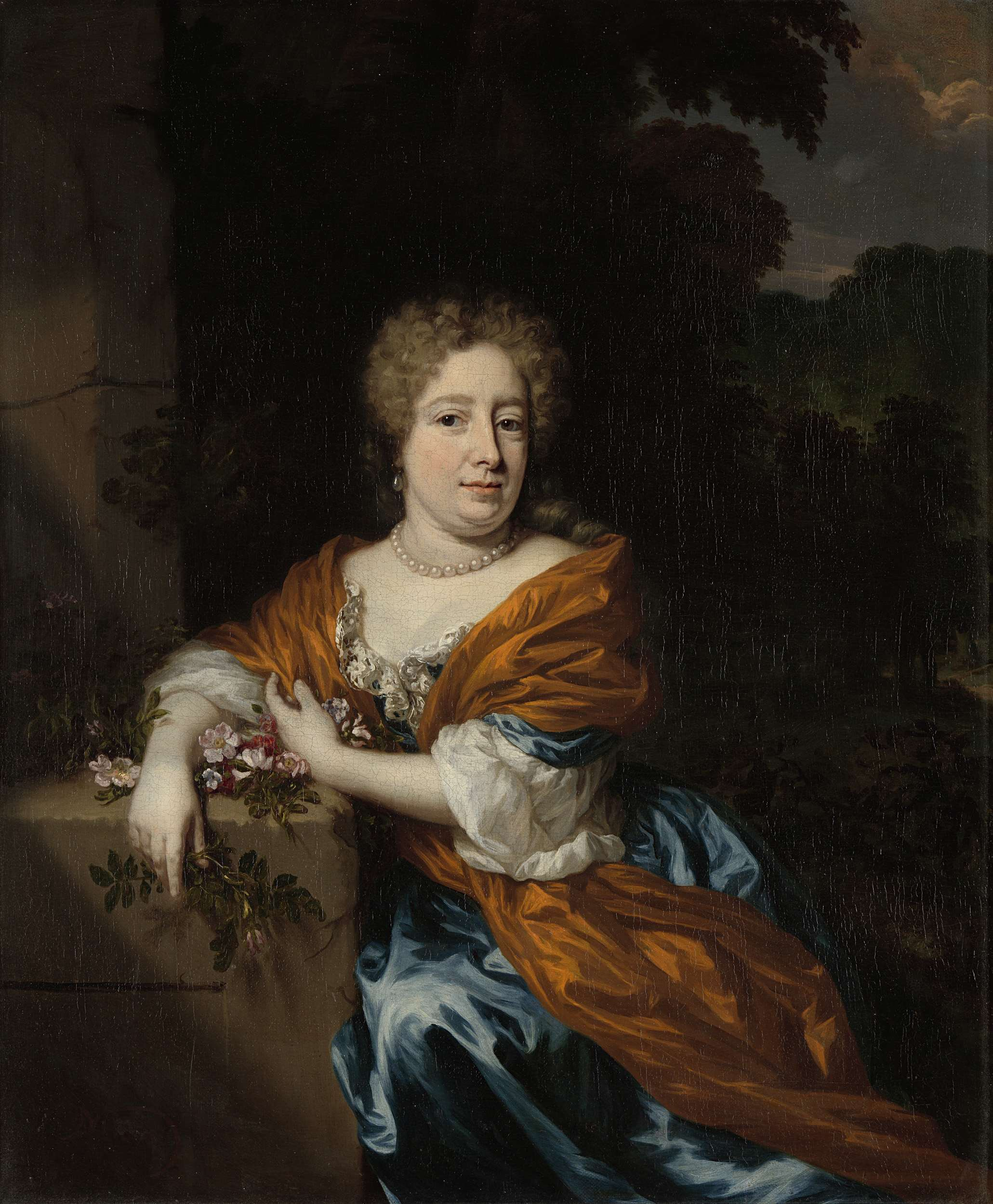
Petronella Dunois, 1680er Jahre

Petronella Dunois (getauft 7. September 1650 in Den Haag; gestorben 23. April 1695 in Leiden) war eine niederländische Kunstsammlerin und Besitzerin eines beeindruckenden Puppenhauses.

## Leben

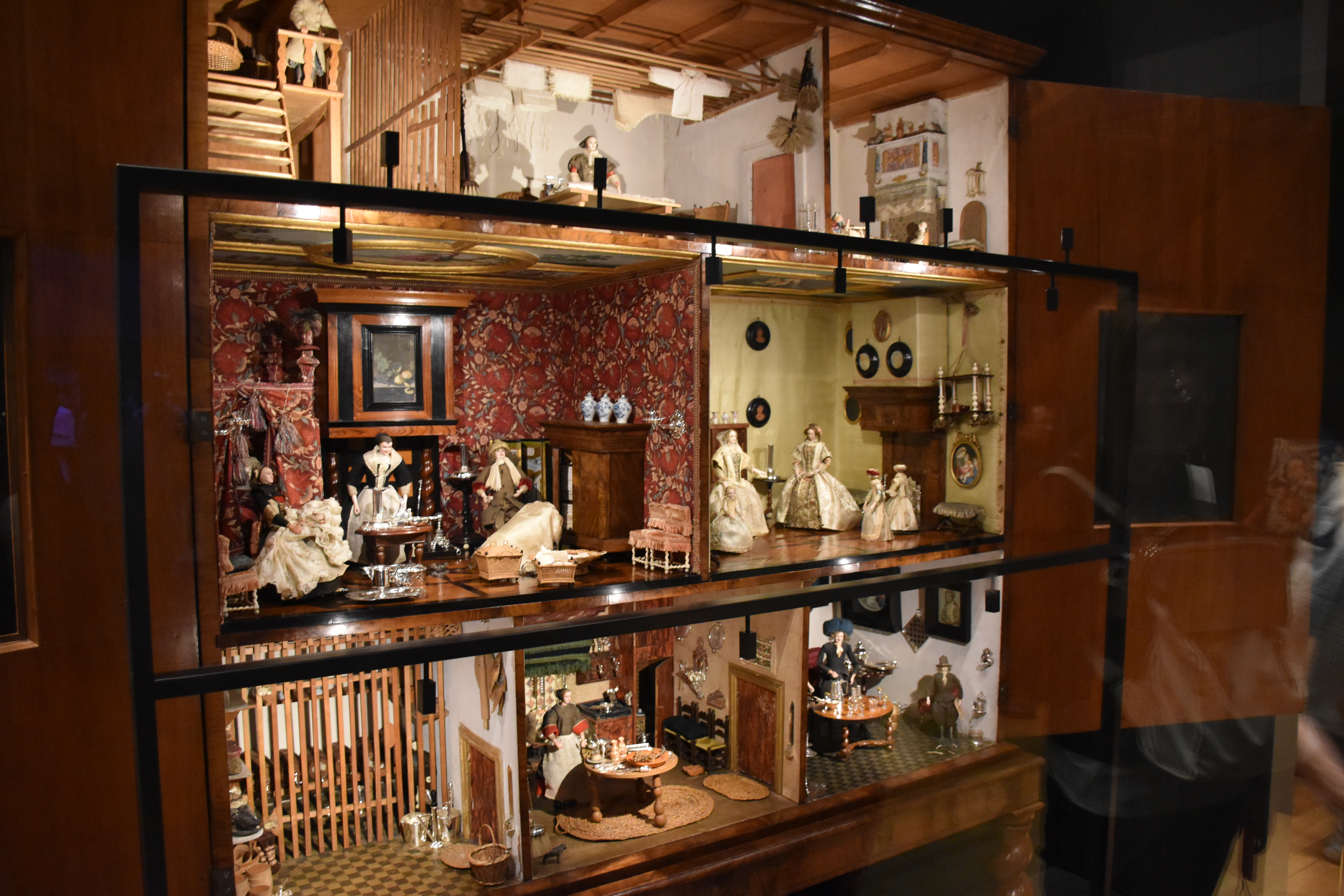
Puppenhaus von Petronella Dunois

Petronella Dunois wurde am 7. September 1650 in Den Haag getauft. Sie war eine Tochter des hohen Beamten am Hofe Wilhelms II., Pierre Dunois (gest. 1650), und Catharina Splinter (gest. vor 1660). Sie heiratete 1677 den Sekretär des Vierzigerrates von Leiden, Pieter van Groenendijck (1652–1731). Die Ehe blieb kinderlos.
Bereits vier Monate vor ihrer Geburt war ihr Vater gestorben, der als Schatzmeister am Hofe Wilhelms II. gearbeitet hatte. Ihre Mutter starb zwischen 1655 und 1660, und sie wurde früh zur Waise. Mit ihrer ein Jahr älteren Schwester Maria (1649–1687) wuchs Petronella bei Verwandten in Den Haag und Leiden auf. Sie hielt sich zwischen 1670 und 1677 bei ihrer Schwester in Amsterdam auf, diese hatte 1670 den Prediger Petrus van den Hagen (1641–1671) geheiratet. Von ihren Eltern hatten die Schwestern viel Geld geerbt, und sie konnten sich den Bau und die Einrichtung eines Puppenhauses leisten. Jede hatte ihr eigenes Puppenhaus, das von Petronella ist erhalten geblieben. Es stammt aus dem Jahr 1676, und die Ähnlichkeit mit dem Puppenhaus von Petronella de la Court ist sehr groß: Schränke und auch die Puppen scheinen aus demselben Atelier zu stammen. Sie können durch ihr Hobby Kontakt gehabt haben, da Petronella de la Cour eine entfernte Tante von Petronella Dunois war und 1676 ebenfalls in Amsterdam lebte.

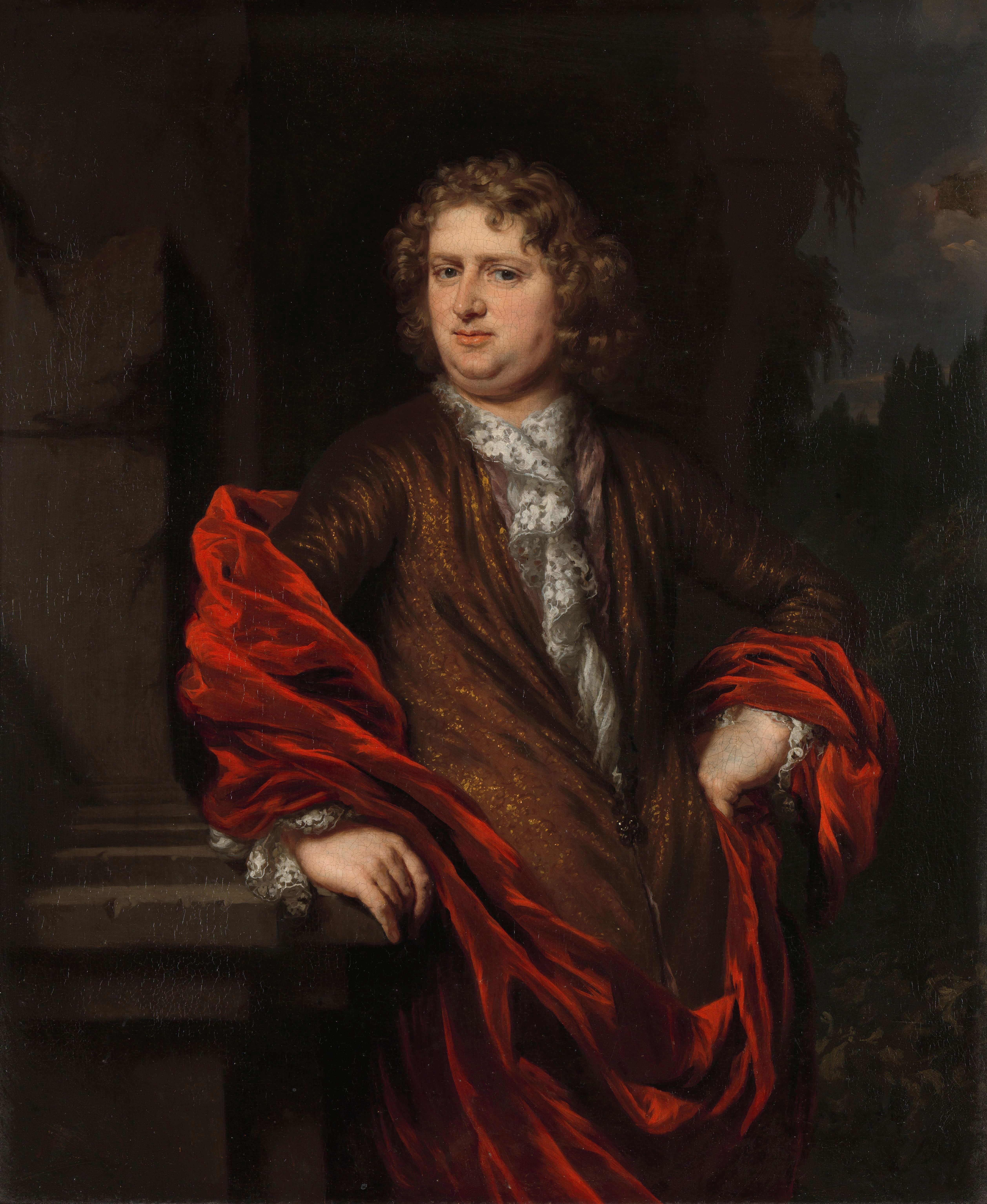
Pieter van Groenedijck

Sie heiratete 1677 einen wohlhabenden entfernten Cousin, Pieter van Groenendijck, den Sekretär des Vierzigerrates von Leiden. In einem Verzeichnis ihres Vermögens vor der Hochzeit befindet sich auch das „poppekas met zijn toebehoren“. Es wurde somit nach Leiden mitgenommen. Als ihre Schwester 1687 starb, erbte Petronella van Groenendijck ihr Haus, und das Puppenhaus wurde in dieses Haus überstellt. Sie starb 1695, das Puppenhaus blieb im Haus ihrer Schwester bis zum Tod von Pieter van Groenendijck im Jahr 1731. Danach ging das Erbe an ihre Erbin Sara Poelaert, die zusammen mit ihrem Ehemann Pieter de la Court van der Voort Kunst sammelte.
Das Puppenhaus befand sich in einem der drei Räume, in denen die Gemäldesammlung ausgestellt war. Im Jahr 1934 wurde das Puppenhaus von Petronella Dunois dem Rijksmuseum in Amsterdam gespendet, wo es sich noch heute befindet. In den Puppenhäusern von Petronella Dunois und Petronella Oortman, welche sich ebenfalls im Rijksmuseum befinden, gibt es in der Küche Bierfässer mit einem Schwan darauf, die auf die De Zwaan-Brauerei von Petronella de la Court verweisen. Es scheint, dass diese Puppenhausbesitzer Gegenstände untereinander ausgetauscht haben.
Die Porträts, die Nicolaes Maes um 1680 von Petronella Dunois und Pieter van Groenedijck malte, zeigen sie als wohlhabende Patrizier. Petronella muss damals etwa dreißig Jahre alt gewesen sein und war modisch gekleidet. Sie wurde auch von Barend Graat porträtiert, wahrscheinlich in der Zeit, als sie vor ihrer Hochzeit in Amsterdam lebte. Dieses Porträt hat die gleichen Ausmaße wie ein Porträt einer ihrer Freundinnen Jacoba Sophia Huydecoper. Zusammen gehörten diese Porträts zur Sammlung von Allard de la Court, dem Mann von Catharina Backer. Die Porträts sind nicht mehr bekannt.